# Gesaia hessi
Gesaia hessi är en ringmaskart som beskrevs av Kirtley 1994. Gesaia hessi ingår i släktet Gesaia och familjen Sabellariidae. Inga underarter finns listade i Catalogue of Life.